# Jožef Mauser
Jožef Mauser, slovenski ladjar in gospodarstvenik, * 1814, Radovljica; † 5. junij 1898, Trst.
Leta 1868 je Trstu od podjetja Sloga kupil potniški parnik obalne plovbe, pozneje pa še 9 parnikov male obalne plovbe. Kot prvi slovenski ladjar je imel železno ladjo s pogonom na paro; do 1880 je bil edini, ki je vlagal kapital v parnike. Njegove ladje so gradili predvsem v tržaški ladjedelnici San Marco; ta je domnevno zanj izdelala 39 parnikov. Po letu 1880 je opustil ladjarstvo. Imel je  tudi podjetje za gradnjo in opremljanje pristanišč. V letih 1870−1889 je prevzel obsežne posle v tržaškem pristanišču.